# Carina Schwab
Pour les articles homonymes, voir Schwab.
Carina Schwab, née le 13 juin 1990 à Berchtesgaden, est une lugeuse allemande. Championne du monde junior en 2010, elle concourt parmi l'élite mondiale à partir de la saison 2010-2011. Elle obtient son premier podium en Coupe du monde en terminant deuxième de la manche de Paramonovo et un deuxième lors de la saison 2012-2013 à Königssee.
Elle compte une participation aux Championnats du monde, en 2011 où elle finit sixième.
Après avoir échoué à se qualifier pour la Coupe du monde en 2013-2014, elle met fin à sa carrière.

## Palmarès

### Coupe du monde
- Meilleur classement général : 5e en 2011.
- 2 podiums individuels : 2 deuxièmes places.